# Новокатаево
Новокатаево (баш. Яңы Ҡатай) — село в Бакалинском районе Республики Башкортостан Российской Федерации. Входит в состав Новокатаевского сельсовета.

## География

### Географическое положение
Расстояние до:
- районного центра (Бакалы): 10 км,
- ближайшей ж/д станции (Туймазы): 83 км.

## Население
| 2002 | 2009 | 2010 |
| ---- | ---- | ---- |
| 514  | ↘483 | ↘425 |

Согласно переписи 2002 года, преобладающая национальность — башкиры (91 %).

## Религия
В селе есть мечеть.